# Акъяр (Хайбуллинский район)
Акъя́р (баш. Аҡъяр) — село в Башкортостане Российской Федерации, административный центр Хайбуллинского района и Акъярского сельсовета.
Село расположено на Зауральской равнине, вблизи протекает река Таналык. Рядом расположено Акъярское водохранилище на реке Ташле, ставшее крупнейшим в Башкирском Зауралье.

## Этимология
Название Аҡъяр имеет тюркское происхождение, например на баш. ак — «белый», яр — «берег».

## История
Жители деревни Кускар, на местах своих старых летовок у устья р. Ташлы, основали три хутора, расположенных недалеко друг от друга: Биресбаш, Шыкыр, Кутанай. В 1834 году вышел приказ Оренбургского губернатора В. А. Перовского об укрупнении населённых пунктов. На его основании три названных хутора начали переселять на место сегодняшнего Акъяра. Одним из активных организаторов переселения был аксакал Хайбулла Уралов (1781—1852), отставной старшина. От его имени пошло прежнее название села — Хайбуллино. На новое место в 1843 году первым переселился Габдельялиль Юлдашбаев. В 1850 году в деревне насчитывалось 26 дворов и свыше 180 жителей. Среди них Ишкильди, Гаиткул, Каипкул, Шамгул-сыновья Сагинбая Кусякова; Гали Байгускарович Ягафаров, 1793 г. р., отставной урядник, помощник старшины 4-й юрты, его сыновья: Исмагил, урядник; Хасан, Гумер, Абдулла, Арслангали; Янгельды Байгускарович Ягафаров, его сыновья: Мухаметкунафия, Рахмангул, Мирзагали; Якуп Байгускаров; Хусаин Давлетбаев, Ибрагим Юламанович Давлетбаев — «деревенский начальник».
В 1859 году деревня Хайбуллина входила в 4-ю Усерганскую юрту, 4-го башкирского кантона, Оренбургского уезда, насчитывала 79 дворов и 552 жителя.
С 1865 по 1919 год она находится в 4-й Усерганской волости Орского уезда Оренбургской губернии.
В книге «Списки населенных мест. Оренбургская губерния. 1866» имеется запись:
Орский уезд, 2-й стан, № 773 дер. Хайбуллина (Акзярь), башк., расположена у р. Таналык, между правой стороной старо-линейного тракта и левой почтового тракта из г. Орска в г. Верхнеуральск. Расстояние от уездного города — 92 версты, от становой квартиры — 39 верст, число дворов — 76, число жителей: муж. — 273, жен. — 246. В деревне имеется мечеть.
В 1881 году в деревне насчитывалось 104 двора и 936 жителей, в 1897 году — 172 двора и свыше 1000 жителей.
На 1900 год, согласно Списку населённых мест Оренбургской губернии в д. Хайбуллиной (Акъ-Яр) находилось 177 дворов и проживало 952 человека. На её территории действовали две деревянные мечети.
В 1917 году насчитывалось 309 дворов и 1579 жителей.
В 1930 году образовался Хайбуллинский район БАССР. В него вошли Хайбуллинская волость и 120 деревень 4-й Усерганской (Сабыровской) волости. Акъяр стал районным центром.

## Население
| 1850  | 1859  | 1866  | 1881  | 1897  | 1900  | 1917  | 1939  | 1959  |
| ----- | ----- | ----- | ----- | ----- | ----- | ----- | ----- | ----- |
| 180   | ↗552  | ↘519  | ↗936  | ↗1000 | ↘952  | ↗1579 | ↗2249 | ↗2327 |
| 1970  | 1979  | 1989  | 2002  | 2010  | 2021  |       |       |       |
| ↗3526 | ↗4078 | ↗4328 | ↗5549 | ↗6941 | ↗8760 |       |       |       |

Национальный состав
Согласно переписи 2002 года, преобладающая национальность — башкиры (86,2 %), ещё 9,3 % составляли русские и 2,7 % — татары, ни один из других народов не составлял 1 %.
Согласно переписи 2020 года, преобладающая национальность — башкиры (90,9 %) и русские (6,7 %).

## Экономика

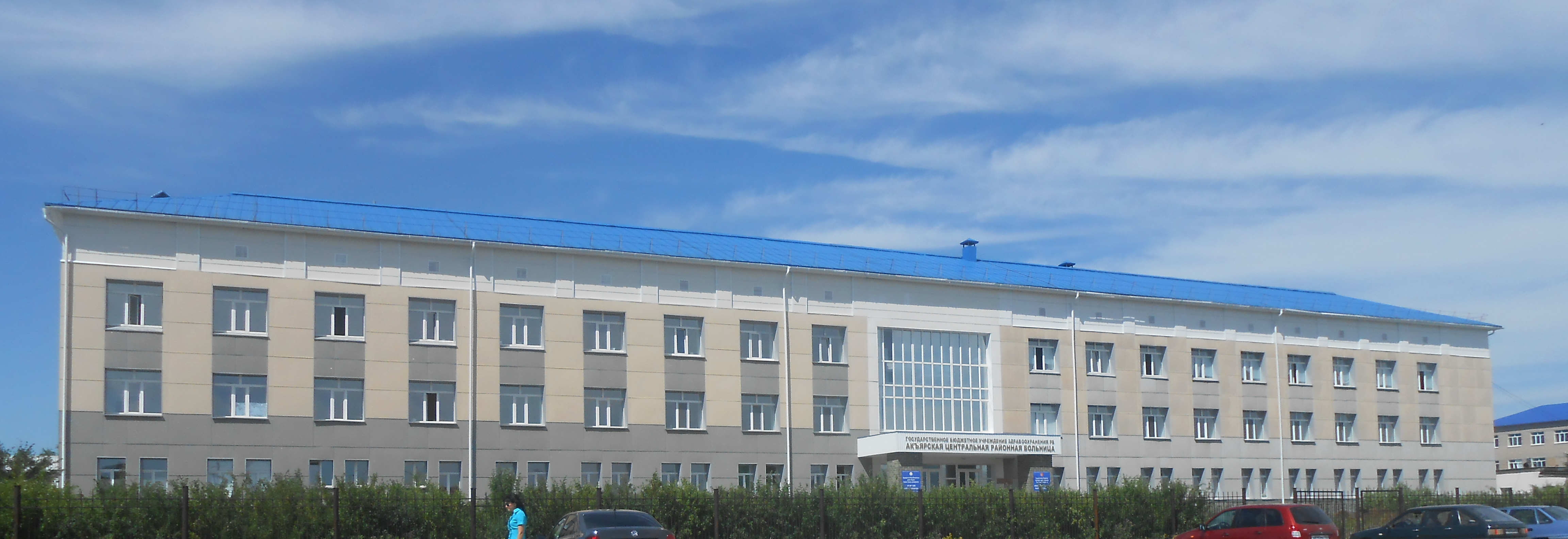
Акъярская центральная районная больница

До 1917 года два раза в год в деревне Хайбуллиной проводились ярмарки: первая — с 20 по 28 февраля, вторая — с 10 по 16 ноября.

## Образование

Вид на фасад школы № 2

- Акъярский горный колледж имени И. Тасимова,
- МАОУ «СОШ № 1»,
- МАОУ «СОШ № 2»,
- МАОУ «СОШ № 3»[9].

## Радио
- 102,4 МГц — Спутник FM;
- 104,6 МГц — Радио Юлдаш.

## Транспорт

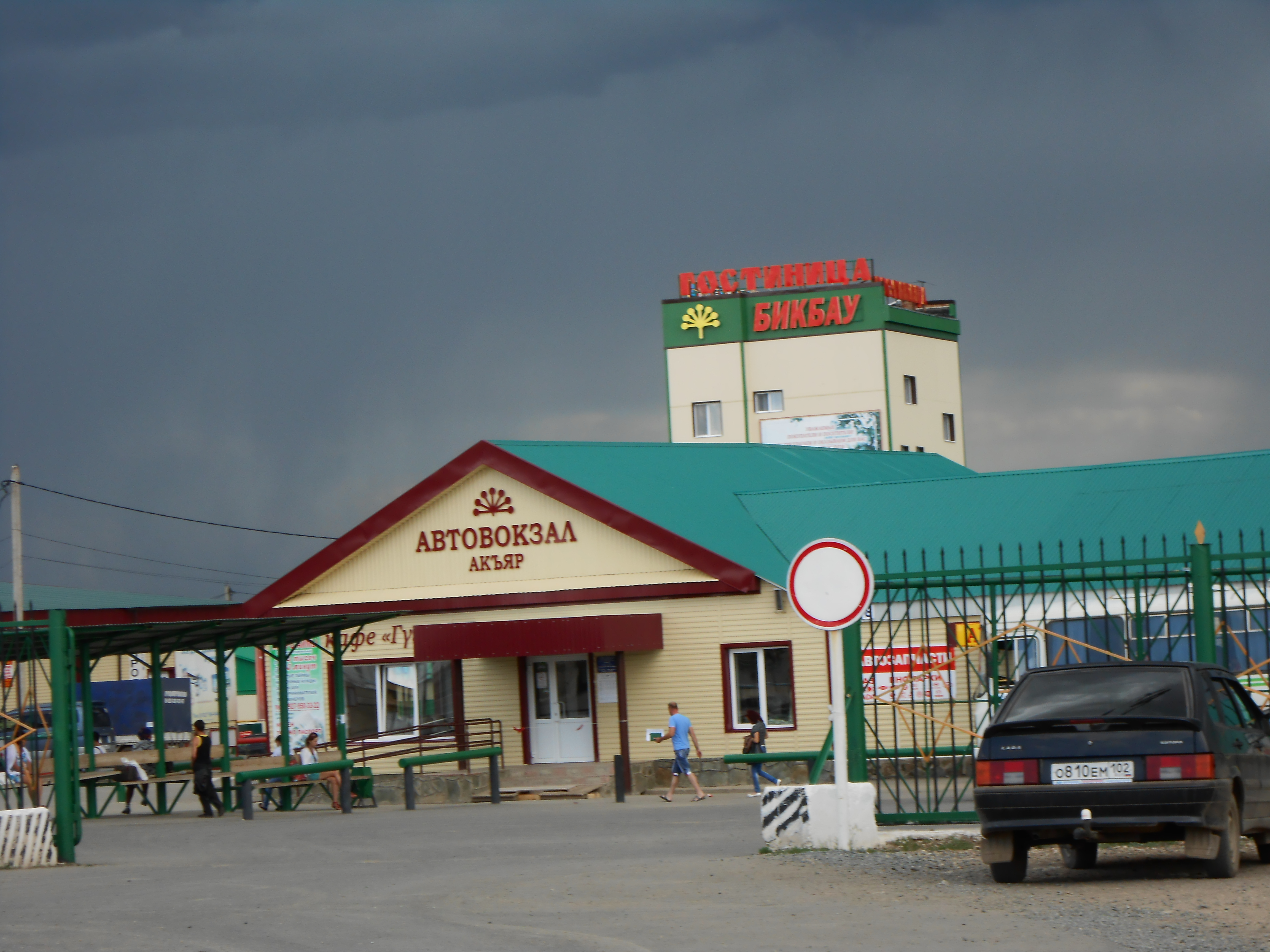
Автостанция

Ведется строительство железнодорожной ветки «Сибай-Подольск-Новорудная».

## Религия
Мечети:
- Мечеть Джамиг;
- Мечеть

Православные храмы:
- Православный храм

## Известные уроженцы и жители
- Багишаев, Зайнулла Абдулгалимович — депутат Государственной Думы третьего и четвертого созывов.
- Тухват Мурат (род. Тухват Фаттахетдинович Муратов; 1906—1944) — башкирский поэт.
- Юлдашбаев Амир Мурзагалеевич (1940—2017) — государственный и политический деятель, писатель, заслуженный работник народного образования Республики Башкортостана, лауреат премии АН РБ им. Заки Валиди.
- Якупов, Гильман Гирфанович — первый секретарь Хайбуллинского райкома КПСС (1962—1980), Герой Социалистического Труда.